# Robert Raymond
Robert Raymond (Jambes, 14 april 1930) is een Belgisch voormalig baanwielrenner.

## Carrière
Raymond won in 1952 goud op het BK achtervolging bij de amateurs en nam datzelfde jaar deel aan de Olympische Spelen waar hij 5e werd in de ploegenachtervolging. Het jaar erop won hij zilver op het BK achtervolging.

## Erelijst
| Jaar     | BK            | EK       | WK       | Overige                                    |
| Amateurs | Amateurs      | Amateurs | Amateurs | Amateurs                                   |
| -------- | ------------- | -------- | -------- | ------------------------------------------ |
| 1952     | achtervolging |          |          | Olympische Spelen: 5e ploegenachtervolging |
| 1953     | achtervolging |          |          |                                            |